# Pilea guizhouensis
Pilea guizhouensis är en nässelväxtart som beskrevs av A.K.Monro, C.J.Chen och Y.G.Wei. Pilea guizhouensis ingår i släktet pileor, och familjen nässelväxter. Inga underarter finns listade i Catalogue of Life.